# Tecticeps alascensis
Tecticeps alascensis är en kräftdjursart som beskrevs av Richardson 1897B. Tecticeps alascensis ingår i släktet Tecticeps och familjen Tecticipitidae. Inga underarter finns listade i Catalogue of Life.